# Котис VII
Котис VII (на старогръцки: Κότυς, Kotys VII, Cotys VII) е цар на одрисите в Одриското царство в Тракия през 31 – 18 пр.н.е.

## Произход
Той е от астейско-одриската династия и е вероятно син на Котис VI (или вероятно на Садала II и внук на Котис I). Вероятно е брат на Раскупорис II и Реметалк I.
Той наследява на трона Садала III (42 – 31 пр.н.е.). След смъртта му на престола идва синът му Раскупорис II (ок. 18 – 13 пр.н.е).